# Megachile exsecta
Megachile exsecta är en biart som beskrevs av Pasteels 1965. Megachile exsecta ingår i släktet tapetserarbin, och familjen buksamlarbin. Inga underarter finns listade i Catalogue of Life.